# 博物館站 (布拉格地鐵)
博物館站（捷克語：Muzeum）是布拉格地鐵的一個車站，也是布拉格地鐵A線和布拉格地鐵C線的交會車站，靠近布拉格國家博物館。C線車站開業於1974年，長194（636英尺），深10（33英尺）。
A線車站開業於1978年8月12日開通，長108（354英尺），深34（112英尺）。A線車站是A線首段的一部分，位於德威察站和和平廣場站之間。車站為三孔式車站，中段隧道縮短至69公尺（226英尺）。中段隧道長108公尺（354英尺），深34公尺（112英尺）。 A線車站在2002年的洪水中受損，C線車站成為終點站。